# Белабіно
Белабіно (рос. Белабино) — селище Озерського міського округу, Калінінградської області Росії. Входить до складу Новостроєвського сільського поселення.
Населення —  51 особа (2015 рік). 

## Населення
| 2002 | 2010 |
| ---- | ---- |
| 52   | ↘51  |